# Helmwachtel

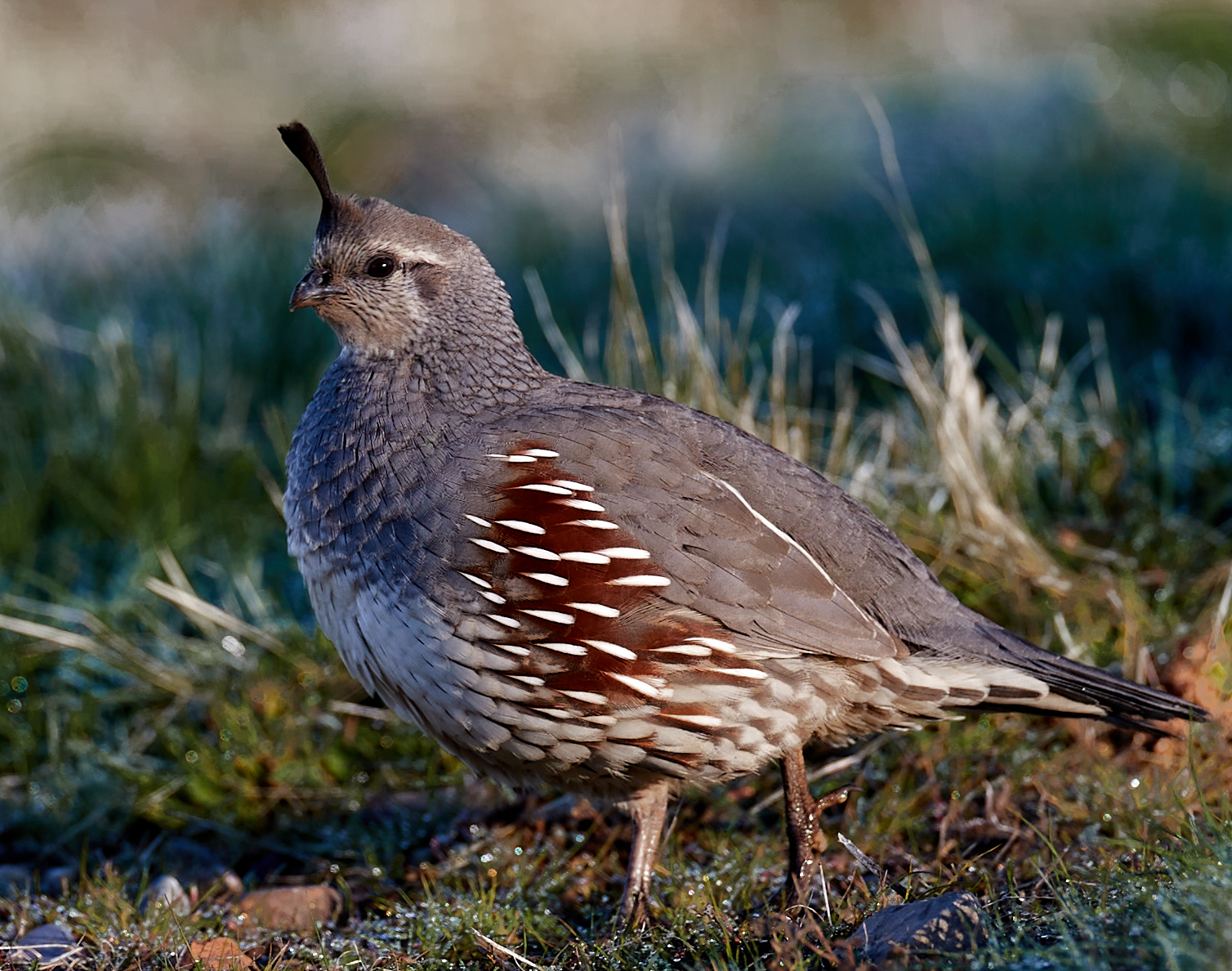
Helmwachtel, Weibchen

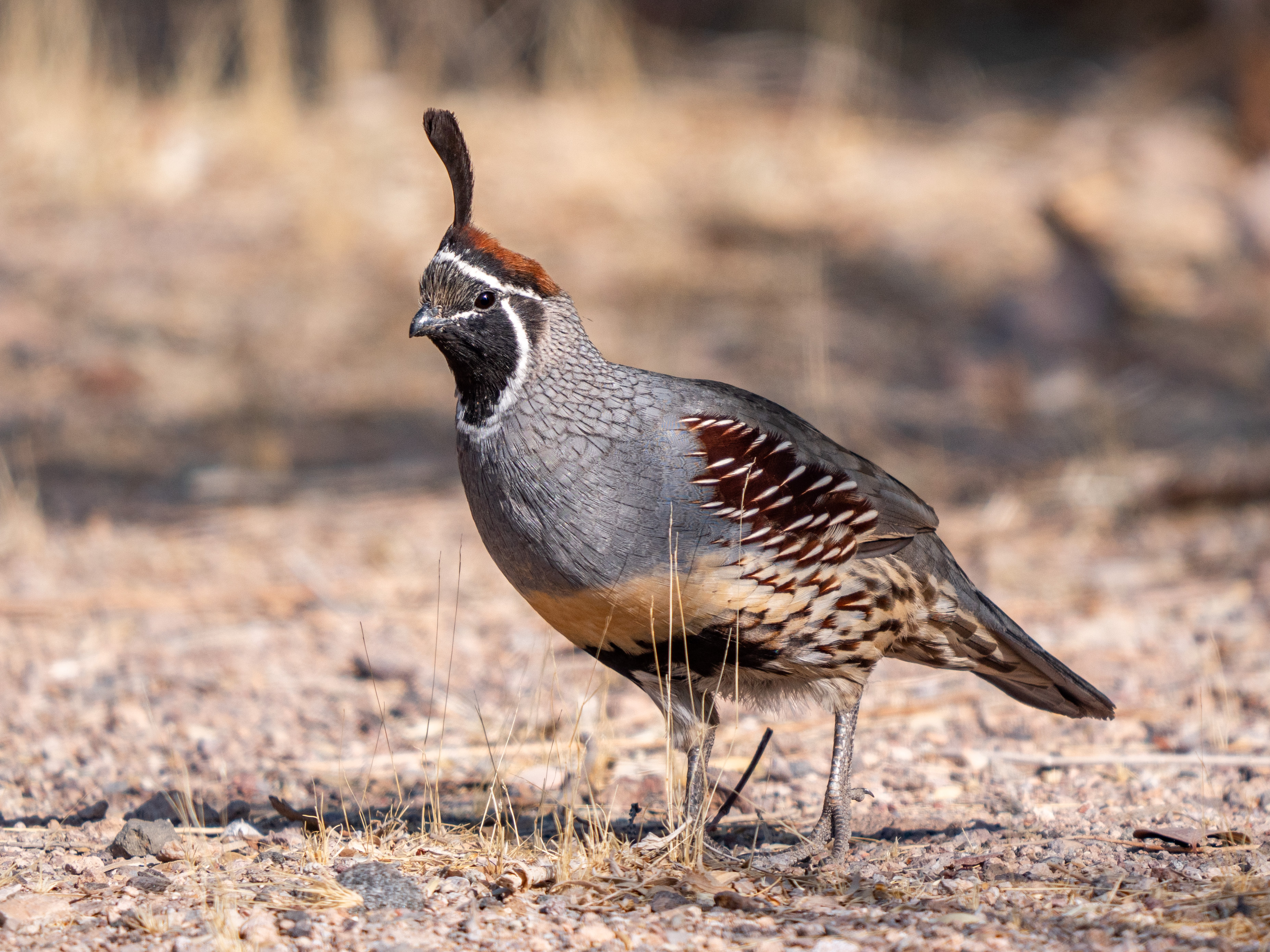
Helmwachtel, Männchen

Verbreitungsgebiet der Helmwachtel in Nordamerika

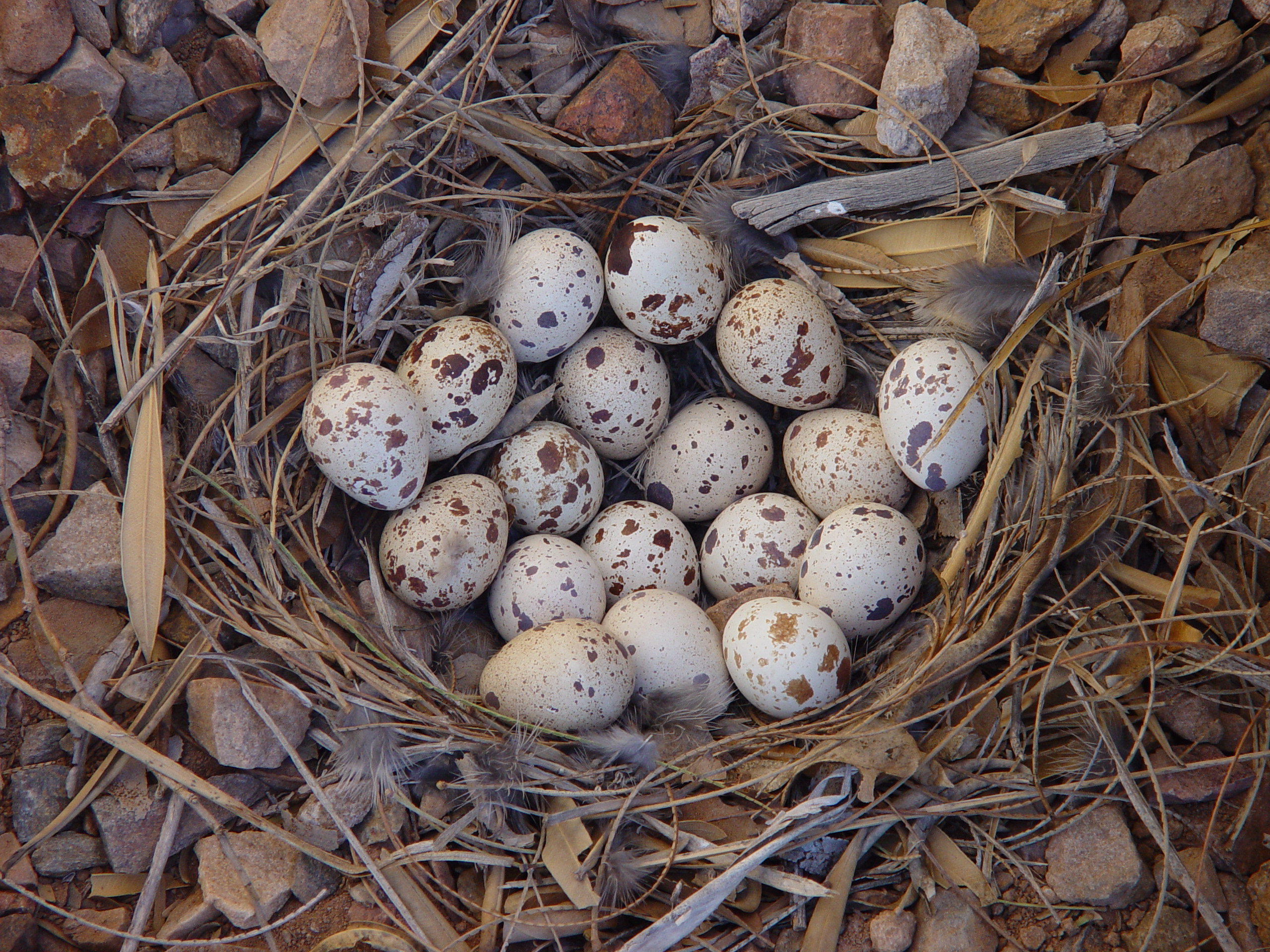
Gelege der Helmwachtel (Callipepla gambelii)

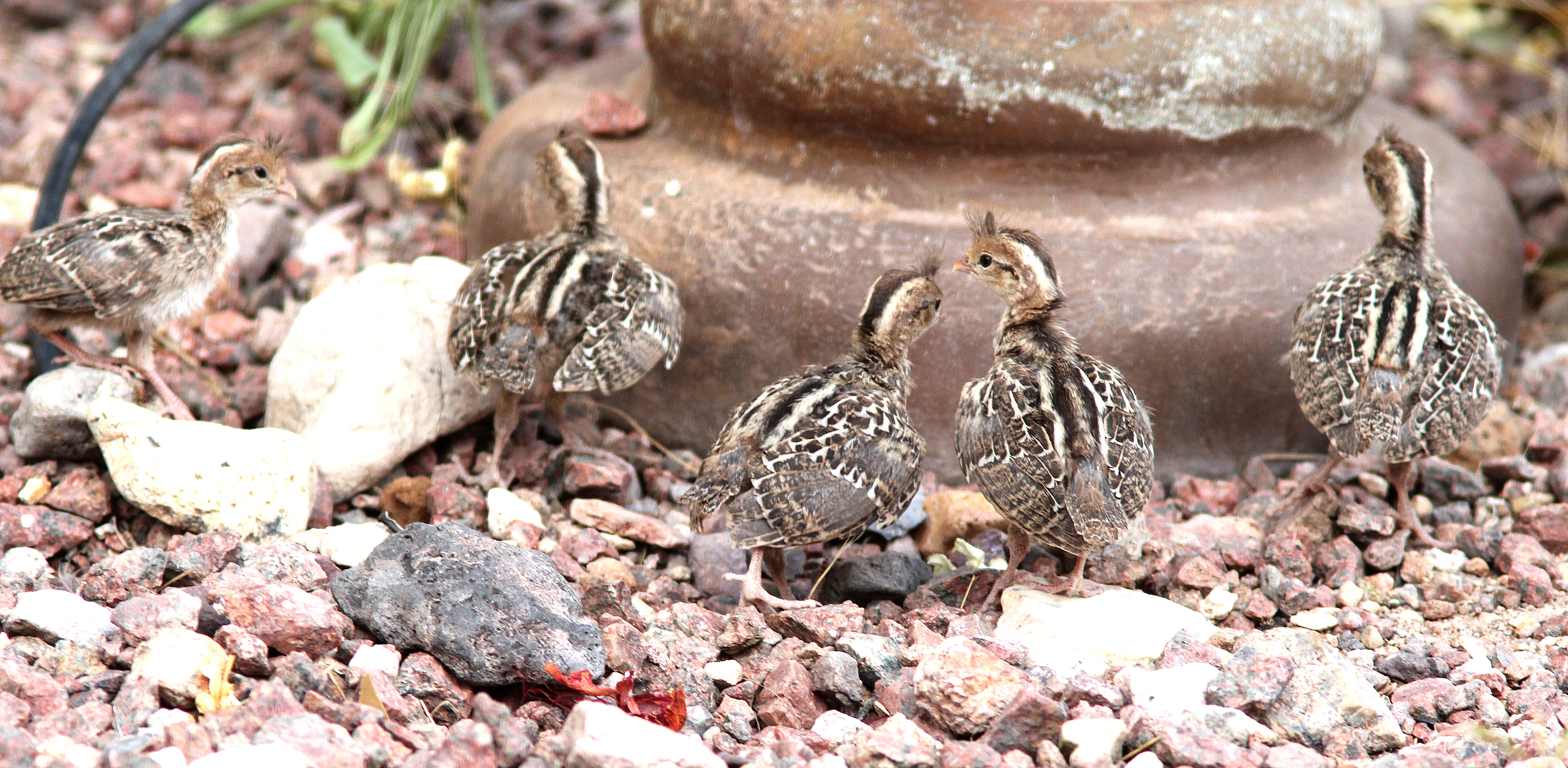
Jungvögel

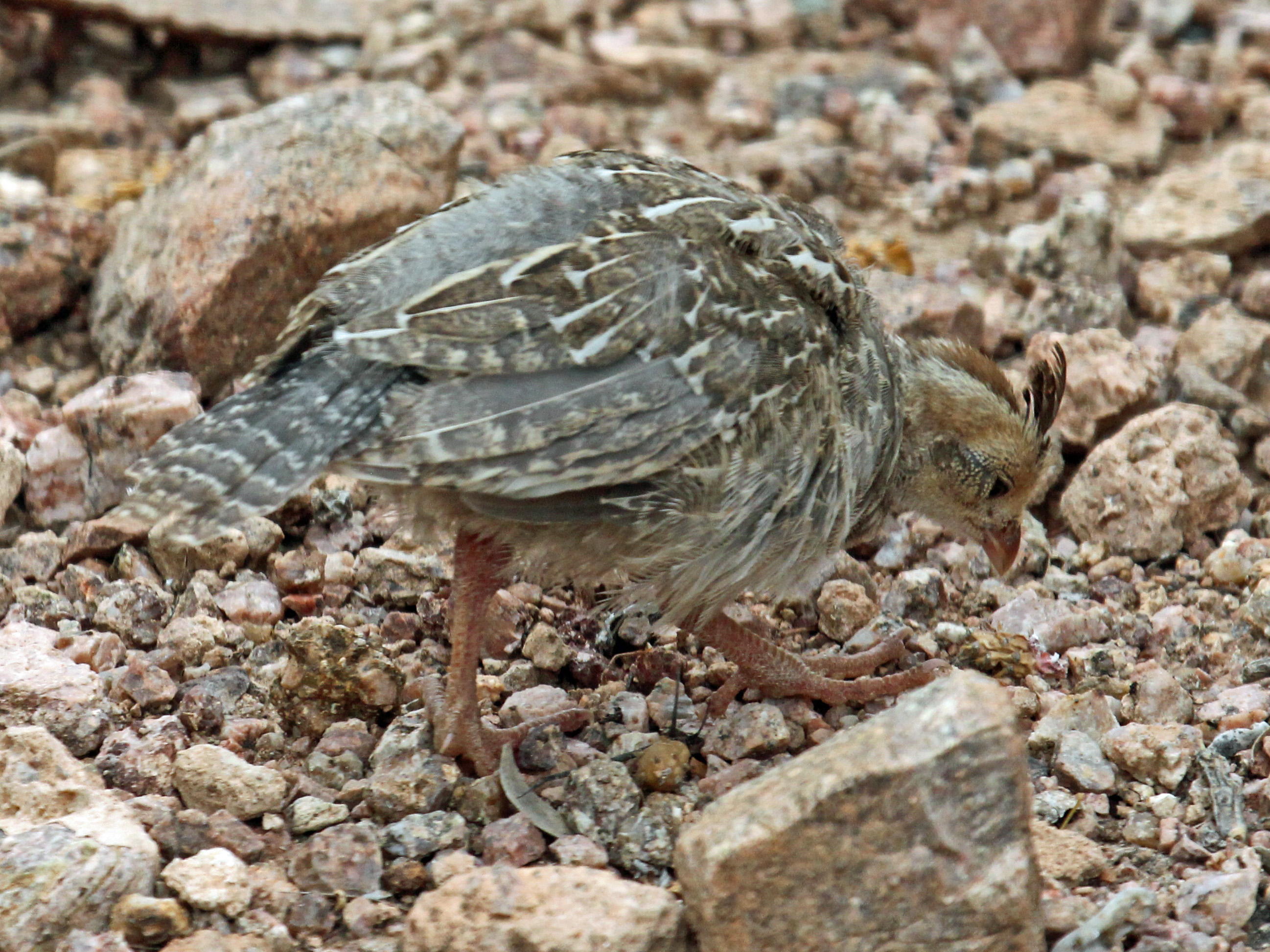
Jungvogel, mit bereits erkennbarer Haube

Die Helmwachtel (Callipepla gambelii), auch Gambel- oder Gambelschopfwachtel genannt, ist eine im Südwesten der Vereinigten Staaten und im Nordwesten Mexikos vorkommende Hühnervogelart aus der Familie der Zahnwachteln.

## Merkmale
Die Helmwachtel ist mit 23–27 cm Körperlänge durchschnittlich etwas kleiner als ein Rebhuhn. Männchen wiegen durchschnittlich 161 g, Weibchen 156 g. Auffälligstes Merkmal ist die von der Stirn aus nach vorne ragende, kommaförmige, schwarze Haube. Die Flügel sind gerundet und der Schwanz mittellang. Der Schnabel ist schwärzlich; die Beine und Füße sind grau. Die Iris ist dunkelbraun. Die Geschlechter lassen sich gut voneinander unterscheiden.
Beim Männchen sind Haube, Stirn und die vordere Gesichtspartie bis auf die Kehle schwärzlich. Über die Stirn zieht sich diademartig ein weißes Band oberhalb der Augen bis auf die Halsseiten. Von knapp hinter dem Auge aus nach unten laufend fasst ein weiteres weißes Band die schwarze Kehlpartie ein. Das Scheitelgefieder ist lebhaft kastanienbraun gefärbt, die übrige Oberseite und die Brust sind blaugrau mit einer feinen Schuppenzeichnung im Nacken und dunklen Schaftstrichen. Die Unterseite ist gelblich-isabellfarben mit einem schwärzlichen Fleck in der Bauchmitte. Die hinteren Flankenfedern und Unterschwanzdecken sind gelblich-weiß mit breiten, dunklen Schaftstrichen. Die vorderen Flanken sind kastanienbraun mit weißen, sich zur Spitze hin spatelförmig verbreiternden Schaftstrichen. Die Flügel sind überwiegend bräunlich. Die Schirmfedern und inneren Armschwingen tragen weißliche Innenfahnensäume, die übrigen Armschwingen sind auf der Innenfahne schmaler hell gesäumt. Die Handschwingen sind hell olivbraun mit grauen Außenfahnen. Die Steuerfedern sind mittelgrau.
Das Weibchen ähnelt dem Männchen, ist aber insgesamt bräunlicher gefärbt als das Männchen. Die Gesichtspartie und der Scheitel sind graubraun gefärbt, die Kehlpartie weißlich gestrichelt und die weiße Gesichtszeichnung nur angedeutet. Der Schopf ist kleiner und eher bräunlich-schwarz. Der schwarze Fleck auf der Bauchmitte fehlt.
Vögel im Jugendkleid ähneln den Weibchen, sind aber oberseits tarnfarben graubraun-weiß-schwärzlich gezeichnet und weisen noch nicht die auffällige Flankenzeichnung der adulten Vögel auf.
Die Art ähnelt der nahe verwandten Schopfwachtel, ist jedoch geringfügig größer und mehr grau. Der Bauch ist bei beiden Geschlechtern gelblich-beige und weist kein Schuppenmuster auf wie bei der Schopfwachtel. Das Männchen hat zudem eine schwarze Stirn, einen kastanienfarbenen Scheitel und ebenso gefärbte Flanken sowie einen mittigen, schwarzen Fleck auf dem Bauch. Im Überschneidungsbereich der beiden Verbreitungsgebiete treten auch Hybriden auf. Sie zeigen Merkmale beider Arten wie beispielsweise einen geschuppten Bauch mit dunklem Mittelfleck.

## Verbreitung
Das Verbreitungsgebiet der Helmwachtel reicht von der östlichen Mitte Kaliforniens über das südliche Nevada und Utah bis in die westliche Mitte Colorados und südwärts bis ins südöstliche Kalifornien, durch Arizona und New Mexico in den äußersten Südwesten von Texas. Ferner erstreckt es sich in Mexiko über den Nordosten von Baja California, durch Sonora einschließlich der Isla Tiburón, die Küstengebiete Sinaloas und den Norden Chihuahuas. Eingeführt wurde die Helmwachtel auf Hawaii, auf San Clemente Island und in der nördlichen Mitte Idahos.

### Geografische Variation
Es werden bis zu sieben Unterarten anerkannt, die sich im Grauton der Oberseite und der Beigefärbung der Unterseite unterscheiden.
- C. g. gambelii (Gambel, 1843)[4] – südliches Utah und Nevada südwärts bis Baja California
- C. g. sana (Mearns, 1914)[5] – westliches Colorado
- C. g. ignoscens (Friedmann, 1943)[6] – südliches New Mexico und äußerster Westen von Texas
- C. g. pembertoni (van Rossem, 1932)[7] – Isla Tiburon
- C. g. fulvipectus Nelson, 1899[8] – Nördliche Mitte bis Südwesten von Sonora, möglicherweise auch südöstliches Arizona und Südwesten von New Mexico
- C. g. stephensi (Phillips, AR, 1959)[9] – südliches Sonora
- C. g. friedmanni (Moore, RT, 1947)[10] – Küstengebiete und nordwestliches Sinaloa

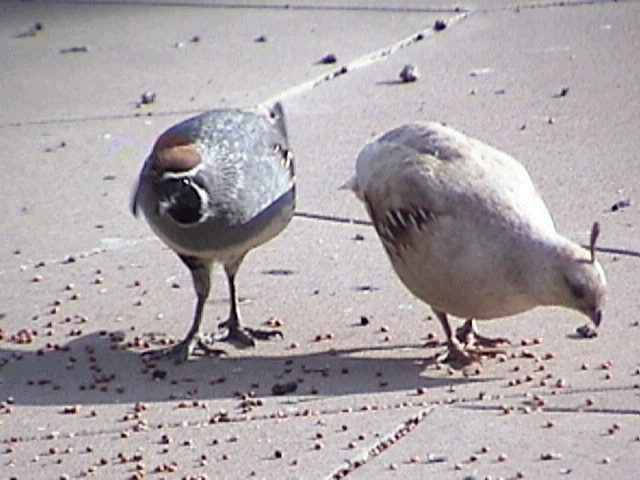
Helle Morphe eines Helmwachtelweibchens

## Lebensraum
Die Helmwachtel lebt in Wüstengebieten mit Strauchvegetation. Sie ist eine charakteristische Art der Sonora-Wüste und kommt auch in der Mojave-Wüste vor. Zu den drei hauptsächlichen Wüstenformen, die sie besiedelt, gehören heiße Täler mit Mesquitebäumen, aride Hochländer mit einem Bewuchs aus Akazien, Palmlilien und Opuntien sowie Beifußsteppen kühleren Klimas, in denen die Wintertemperaturen bis unter den Gefrierpunkt reichen. Gelegentlich kommt sie auch an strauchbewachsenen Flussläufen oder in bewässertem Kulturland vor. Fehlen frische oder sukkulente Pflanzen, kann die Art auf das Vorhandensein von Wasserstellen angewiesen sein. Die Höhenverbreitung reicht von der Ebene bis auf 1800 m.

## Fortpflanzung
Die Helmwachtel ist monogam. Aufgrund der hohen Sterblichkeit kommt es aber häufig vor, dass Vögel sich jedes Jahr neue Partner suchen müssen. Die Brutzeit liegt zwischen Ende April und August. Es wurden Zweitbruten dokumentiert. Das Nest ist eine einfache Mulde am Boden, die unter schützender Vegetation gescharrt wird. Das Gelege besteht aus 9–16 (selten bis zu 19) Eiern, die auf cremefarbenem bis beigem Grund braun oder violettbraun gesprenkelt sind und 32 × 24 mm groß sind. Die Henne legt an drei Tagen jeweils 4–6 Eier, wobei zwischen den drei Tagen jeweils ein Tag Abstand liegt. Die Bebrütung dauert 23 Tage, wobei nur das Weibchen brütet. Das Männchen bewacht das Weibchen und übernimmt auch zum Teil die Aufzucht der Jungen. Manchmal zeitigt unterdessen das Weibchen ein zweites Gelege.

## Bestand
Über den Bestand der Helmwachtel liegen nur wenige Daten vor. Die Art ist aber nicht bedroht und die Bestände in den USA seit den 1960er Jahren offensichtlich stabil. Da sie eine bedeutende Rolle als Jagdwild spielt, werden die Habitate entsprechend vielerorts erhalten und gepflegt. Andererseits zeigt sie sich aber auch weniger anfällig gegenüber landwirtschaftlicher Nutzung als verwandte Arten. Intensive Beweidung kann aber lokal zu Rückgängen führen. Über die Bestandsverhältnisse in Mexiko ist wenig bekannt, aber auch hier scheint die Art nicht bedroht zu sein.